# Ponlijn

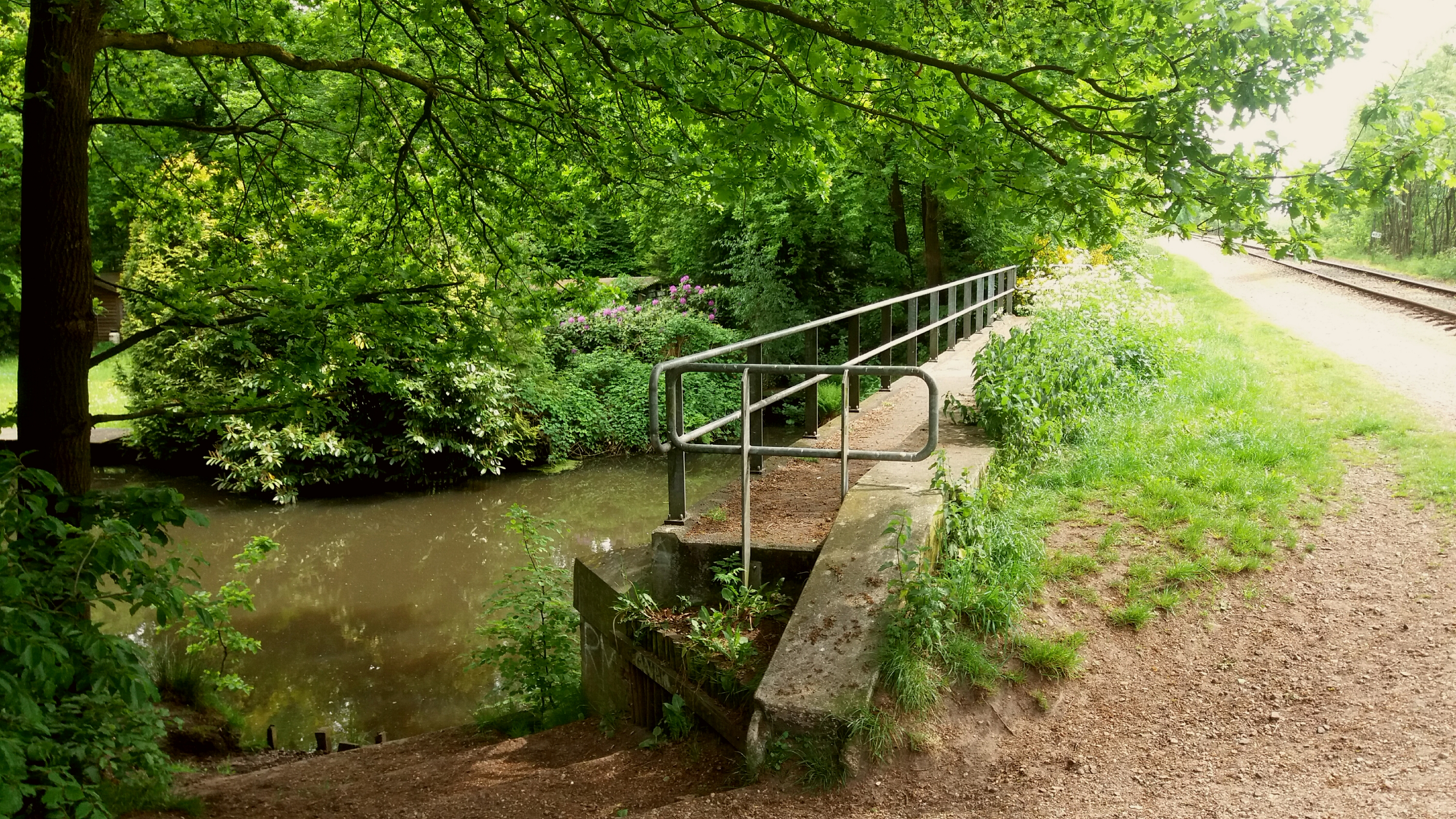
brug over de Heiligenbergerbeek bij het Lockhorsterbos

De Ponlijn is het gedeelte van de spoorlijn Kesteren - Amersfoort dat nog in gebruik is tussen het emplacement bij station Amersfoort Centraal en het raccordement Leusden PON. De in Leusden gevestigde auto-importeur Pon is nu de belangrijkste gebruiker van de goederenlijn.
Dit goederenspoor van ongeveer vijf kilometer is een restant van de spoorlijn Kesteren - Amersfoort die op 18 februari 1886 werd geopend. De lijn werd aangelegd door de Hollandse IJzeren Spoorweg Maatschappij (HIJSM). Na de oorlog bleef het baangedeelte in gebruik voor goederenvervoer.
De Veenendaallijn is het gedeelte van de voormalige spoorlijn Kesteren - Amersfoort tussen De Haar en Rhenen  dat in 1981 is gereactiveerd, als aftakking van de Spoorlijn Amsterdam - Arnhem (Rhijnspoorweg)

## Geen reactivering passagiersvervoer
De provincie Utrecht heeft onderzocht - mede op vraag van de werkgroep Hartlijn van de Vereniging Reizigers Openbaar Vervoer (ROVER) - of het rendabel is om de Ponlijn te verlengen naar Veenendaal en voor reizigersvervoer te gebruiken. De conclusie, gepubliceerd in 2009 in de rapportage van de werkgroep naar Gedeputeerde Staten is, dat reactivering van de lijn niet rendabel is, negatieve milieu-effecten heeft en geen voordelen oplevert voor de tussenliggende gemeenten.